# Al-Kahrabaa SC
Der Al-Kahrabaa Sports Club (arabisch نادي الكهرباء الرياضي) ist ein irakischer Fußballverein aus Bagdad. Aktuell, Stand Dezember 2024, spielt der Verein in der ersten irakischen Liga.

## Erfolge
- Irakischer Pokalfinalist: 2018/19, 2021/22

## Stadion
Der Verein trägt seine Heimspiele im Al-Kahrabaa Stadium aus. Das Stadion hat ein Fassungsvermögen von 2000 Personen.

## Statistik in den AFC-Wettbewerben
| Saison  | Wettbewerb | Runde               | Gegner       | Heim | Auswärts  | Platz                 |
| ------- | ---------- | ------------------- | ------------ | ---- | --------- | --------------------- |
| 2023/24 | AFC Cup    | Gruppe B            | al Kuwait SC | 0:0  | 1:0       | 1. Platz              |
| 2023/24 | AFC Cup    | Gruppe B            | al-Wihdat    | 1:3  | 3:1       | 1. Platz              |
| 2023/24 | AFC Cup    | Gruppe B            | al-Ittihad   | 2:0  | 3:1       | 1. Platz              |
| 2023/24 | AFC Cup    | Regional-Halbfinale | al Ahed      | 1:0  | 0:1 n. V. | 0:1 n. V. (2:4 i. E.) |

## Trainer
| Trainer     | von            | bis           |
| ----------- | -------------- | ------------- |
| Ahmed Salah | 11. April 2021 | 26. Juli 2021 |
| Luay Salah  | 1. Juli 2021   | 30. Juni 2023 |
| Wali Kareem | 25. Juli 2024  |               |